# Сивенко, Павел Павлович
Павел Павлович Сивенко (10 апреля 1919 года, Тбилиси, ГрузССР — 11 марта 2015 года, Севастополь, Крым) — советский военнослужащий, Капитан 1-го ранга, участник Великой Отечественной войны, капитан гвардейского «морского охотника» СК-065 (первый гвардейский корабль четвёртого класса), кавалер военно-морской медали США «За выдающуюся службу»

## Биография
Родился 10 апреля 1919 года в Тифлисе.
В 1941 году закончил Черноморское высшее военно-морское училище имени П. С. Нахимова и начал свою офицерскую службу на катере СК-062 Одесской военно-морской базы  в должности помощника командира катера. Став командиром катера СК-065 5-го Kpaснознамённого дивизиона сторожевы катеров ОВРа главной базы ЧФ, Павел Сивенко с первых дней войны участвовал в обороне Одессы, обороне Севастополя, обороне Кавказа, высадке десанта в Новороссийске, многочисленных конвоированиях кораблей и судов ЧФ.
В марте 1943 года сторожевой катер СК-065, которым командовал Сивенко, сопровождал транспорт «Ахиллион», с грузом в виде горючего для авиации. Рейд был из Туапсе до Геленджика, для снабжения плацдарма советских войск «Малая Земля». Катер огнём двух 45-миллиметровых пушек и двух пулеметов отбил атаки авиации фашистов, сбив 2 Юнкерса, получил при этом большие повреждения, но все же смог выполнить поставленную задачу.
В одном из интервью Павел Сивенко также рассказывал, как перевернулся катер, на котором находился будущий Генеральный секретарь КПСС Л. И. Брежнев, и СК-065 оказался первым, кто пришел на помощь.
Приказом наркома Военно-Морских Сил СССР Николая Кузнецова сторожевой катер СК-065 получил почётное звание «гвардейский», став первым в советской военной истории кораблём четвёртого ранга, удостоенным этого звания — до этого оно присваивалось лишь соединениям и крупным кораблям.
В августе-сентябре 1944 года в должности командира «большого охотника» БО-6О 102-го Варненского дивизиона «больших охотников» он принимал активное участие в освобождении Румынии и Болгарии.
В период с 1945-го по 1950 год, будучи командиром тральщика ТЩ-924 15-го отдельного дивизиона тральщиков, Сивенко участвовал в боевом тралении портов Черного и Азовского морей. С 1950-го по 1961 годы командовал последовательно эсминцами «Ловкий», «Боевой», «Быстрый».
После увольнения в запас в январе 1961 года он продолжил свой трудовой путь техником-инженером отдела физических полей океана Морского гидрофизического института Академии наук Украины, обойдя на гидрографических судах полмира.
Умер 11 марта 2015 года, похоронен в Севастополе.

## Награды
- два ордена Красного Знамени
- орден Отечественной войны первой и второй степени
- орден Красной Звезды
- медаль «За боевые заслуги»
- медаль «За оборону Севастополя»
- медаль «За оборону Одессы»
- медаль «За оборону Кавказа»
- медаль «За победу над Германией в Великой Отечественной войне 1941—1945 гг.»
- медаль «Ветеран Вооружённых Сил СССР»
- ряд других медалей СССР
- медаль «За выдающуюся службу» (ВМС США)[3]